# Storia di Fasano

## Le origini
Fasano deriva dal Casale di Santa Maria di Fajano (Sancta Maria de Fajano), fondato nel 1088 da una parte della popolazione che aveva abbandonato le rovine di Egnazia, uno dei centri più importanti della via Traiana, con il suo importante porto.
Con la caduta dell'Impero romano d'Occidente la città di Egnazia venne pian piano abbandonata dagli abitanti. Gli emigranti cominciarono ad insediarsi in piccoli villaggi rupestri fondando diversi casali in tutto il territorio monopolitano. Nel frattempo Egnazia veniva continuamente saccheggiata dai vari invasori della Puglia.
La zona in cui sorgeva il casale era piena campagna abbandonata al pascolo pubblico e con poche terre coltivate (dette chiusure), la peculiarità erano le cosiddette fogge che ancora non coperte dai detriti trasportati dai torrenti erano importanti riserve di acqua in cui si abbeveravano un gran numero di uccelli, specialmente i colombacci detti volgarmente fasi, da cui si crede derivi il nome di Fasano o propriamente Fasciano.
Tra i casali fondati vi era Sancta Maria de Fajano dalla quale ha avuto origine l'attuale Fasano inglobando nel proprio territorio il limitrofo il casale di San Joanne de Fajano (successivamente chiamato San Giovanni delle Fosse). La storia di questo casale è simile a tutti i piccoli centri del sud-est barese, tra varie incursioni di eserciti e dominazioni.
Il primo documento che testimonia l'esistenza della zona risale al 1009 e si chiama chartula donationis con il quale un certo Maraldo da Monopoli dona al notaio e diacono Falco un terreno in loco Fajano.
Per un'attestazione dell'effettiva esistenza del casale bisogna però far riferimento ai documenti del 1088 con i quali il conte Goffredo, conte di Conversano fonda l'Abbazia di Santo Stefano, sulla costa di Monopoli, affidando ai monaci cistercensi la gestione dell'abbazia e dei casali ad essa collegati, tra i quali Santa Maria de Fajano. Il casale sarà per sette secoli soggetto all'alternarsi delle vicende presso l'Abbazia di Santo Stefano.

## L'alternarsi delle dominazioni e le prime invasioni
Nel 1229, in seguito alla presa di posizione a favore del Papa da parte dei monaci di Santo Stefano (la guerra tra Gregorio IX e Federico II) l'imperatore fa distruggere l'Abbazia confiscando tutti i beni che successivamente, nel 1261, vengono restituiti ai monaci da Manfredi.
Nel documento cedula taxationis del 1276, il casale di Santa Maria de Fajano risulta inserito all'interno della Terra di Bari. Nel 1313 gli Ospitalieri di San Giovanni Gerosolimitano prendono possesso dell'Abbazia e la rimettono in piedi, con la legittimazione di una bolla di Giovanni XXII. Gli Ospitalieri divennero successivamente Cavalieri di Malta manterranno l'Abbazia e i suoi feudi, tra i quali Fasano, fino agli inizi del XVIII secolo. Santo Stefano sarà prima commenda e poi baliaggio. Fasano a quei tempi non era altro che un agglomerato di case abitato da campagnoli.
Durante la guerra dei Novant'anni tra Giovanna I, regina di Napoli, e Luigi di Ungheria, Fasano e gli altri casali limitrofi vengono assaliti e derubati da settemila ex-soldati in protesta per non aver ricevuto la paga che spettava loro. Da queste disavventure non sopravvisse il casale di Fasanello, situato poco più a nord, i cui abitanti si trasferirono a Fasano.
Nel 1378, durante il conflitto tra l'antipapa Clemente VII e Urbano VI, Fasano si ritrova con le sue colture di olivo devastate.
Nel 1449, in seguito ad un censimento per la tassazione da parte degli Aragona, Fasano risulta essere composta da 53 fuochi (famiglie) e mezzo. Proprio a partire dal XVI secolo che comincia lo sviluppo urbano fuori dalle mura con vie più larghe, che raggiungevano i conventi, e palazzi che sorgono ai lati di esse. Col tempo il ruolo di piazza principale passò dalla piccola Piazza del Seggio, dove nel Palazzo del Seggio si tenevano le sedute dell'Università o Comune, a Piazza Ciaia.
Tra Fasano e Monopoli non vi sono buoni rapporti in seguito all'abusivismo dei pascoli nei territori confinanti poiché l'alternarsi di diverse dominazioni e giurisdizioni aveva creato la convivenza di diritti anche diversi tra loro che non portavano a nessun risultato, bisognerà aspettare la fine del XVIII secolo per l'abolizione del diritto feudale e quindi la spartizione della Selva tra Fasano e Monopoli. Altro motivo di scontro tra i due paesi era la differente giurisdizione: Monopoli è di proprietà vescovile, mentre Fasano è feudo dei Cavalieri di Malta. Dopo l'invasione dei veneziani a Monopoli, il rappresentante della Serenissima decide di invadere Fasano catturando 270 abitanti e soldati del presidio spagnolo. Con il susseguirsi di attacchi e contrattacchi in tutto il territorio, diversi casali vengono distrutti, tra i quali Tavernese e Pozzo Faceto. Gli abitanti che riescono a sfuggire si nascondono a Fasano portando assieme la propria cultura, tra cui il culto della Madonna del Pozzo.
In questo periodo la produzione d'olio diventa così abbondante da diventare merce esportata, commerciata dalla flotta della Repubblica di Venezia attraverso il porto di Monopoli.

## L'assalto dei Turchi
Alla guerra si associano la carestia, le pestilenze e le invasioni dei Turchi. Il 2 giugno 1678 i Turchi subiscono una memorabile sconfitta, e tuttora i fasanesi celebrano la Vittoria contro i Turchi.
Si narra che in cielo apparve la Madonna a guidare l'opposizione dei fasanesi contro i pirati turchi, sbarcati di notte con l'intento di saccheggiare la città. Il momento di gloria, da quel giorno, ogni anno, viene ricordato con La Scamiciata, in occasione della Festa dei santi Patroni: San Giovanni Battista e Santa Maria di Pozzo Faceto.
Il culto della Madonna del Pozzo è legato ad una leggenda: dei contadini mentre scavano un pozzo, in un piccolo centro agricolo (presso l'attuale frazione di Pozzo Faceto) con il Santuario, abbiano miracolosamente ritrovato, l'immagine della Madonna dipinta su una pietra, da quel momento la Madonna di Pozzo Faceto diventa la Protettrice di Fasano.

## La rivoluzione partenopea

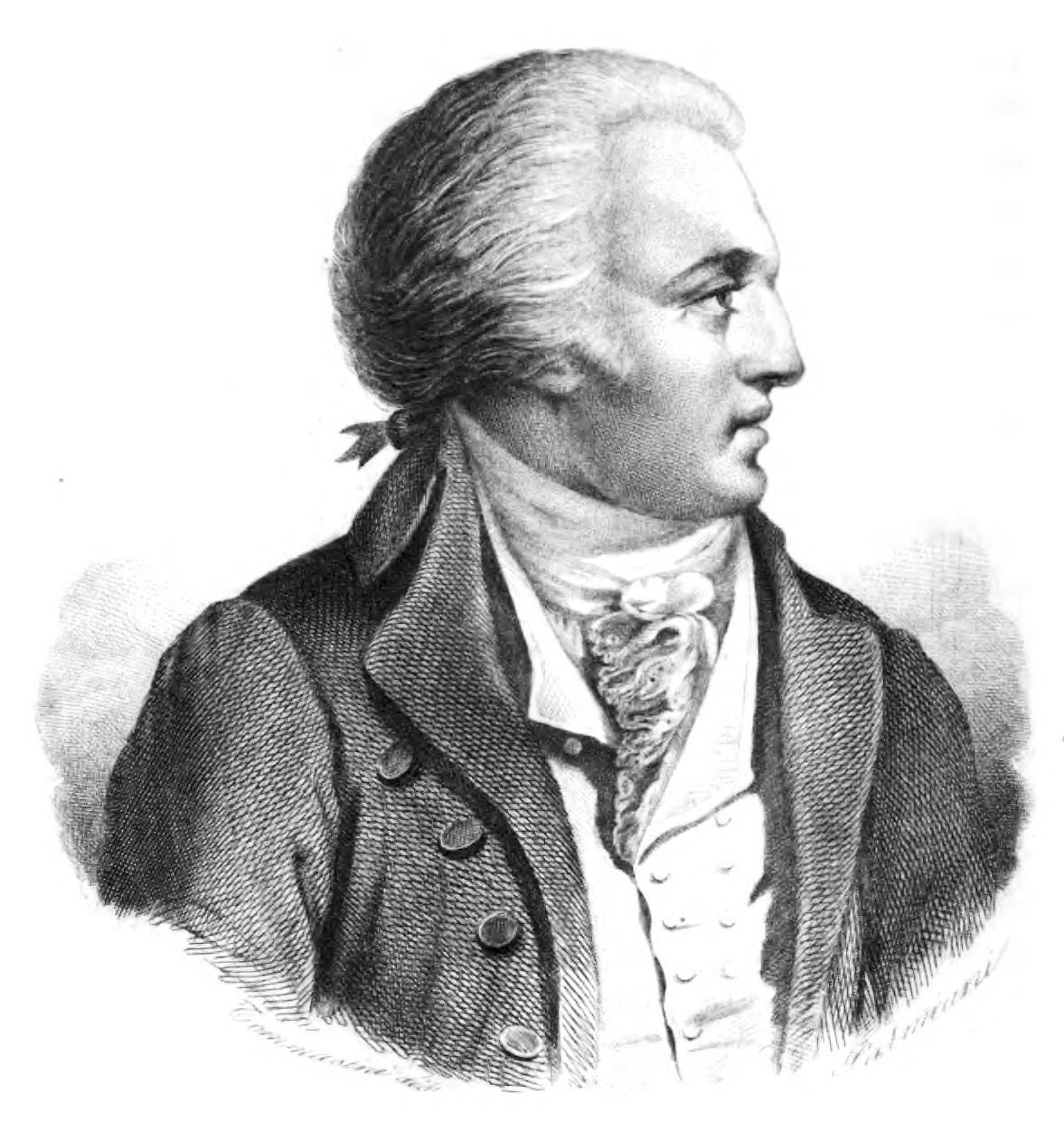
Ritratto in bianco e nero di Ignazio Ciaia

Superate le difficoltà, Fasano inizia a progredire e arriva a contare circa 7 000 abitanti prevalentemente contadini.
Nel 1799 Fasano dà il suo tributo alla Rivoluzione partenopea con Ignazio Ciaia, che per pochi giorni, prima della conclusione, è una delle colonne portanti che reggono le sorti della Repubblica a Napoli. Anche il paese risente di questa nuova guerra. Un paese un po' refrattario alle nuove idee, infatti quando si sta per proclamare piantare l'albero della libertà, alcuni fasanesi insorgono e danno fuoco alla casa natale del martire Ignazio Ciaia.
Inizia un nuovo duello che coinvolge Fasano, questa volta tra realisti e giacobini, e che vede incendiare le case dei maggiori esponenti delle fazioni contrapposte. I giacobini, guidati dalle famiglie Ciaia e Notarangelo, scappano, per poi tornare con la discesa di Broussier a Bari e la fuggita dei capi realisti da Fasano, riuscendo quindi ad ottenere la Repubblica, ma per soli quindici giorni. Tornano i realisti che si vendicano con la decapitazione in piazza della innovatrice Anna Teresa Stella, sepolta successivamente nella Chiesa Matrice.

## L'età contemporanea
Durante il risorgimento Fasano non fu direttamente coinvolta dall'ascesa dei Mille e Garibaldi: nella primavera del 1859 il re Ferdinando II, ritornando ammalato da Lecce, passò da Fasano dove erano ad attenderlo tutti i notabili: la carrozza reale si fermò (nell'odierna via Roma) per un cambio dei cavalli ma nessuno riuscì a vedere il Borbone. Si sparse la voce fra i buoni paesani che re Bomba fosse stato ammazzato e che lo riportavano a Napoli morto.
L'impresa garibaldina fomentò alcuni cittadini e dapprima venne proclamato un governo provvisorio e successivamente molti fasanesi furono tra i rinforzi di volontari che si riuniscono ad Altamura per portar soccorso al Comitato d'insurrezione. Damaso Bianchi diventa sindaco e attraverso un documento conferma il clima di quei giorni:
(Angelo Custodero, Fasano è così)
Nel 1857 viene costruito il Teatro Sociale, dall'iniziativa della Società Operaia e ristrutturato nel 2007.
Il 25 maggio 1865 si inaugurò la stazione ferroviaria che collegava con Bari e Brindisi. La lontananza della stazione dal centro abitato costrinse il comune a costruire, a sue spese, la strada che lo collega alla strada ferrata. Alcuni storici, tra i quali Angelo Custodero, raccontano di come la costruzione della strada ferrata in prossimità del centro abitato fosse vista dalla classe dirigente di allora come un argine allo sviluppo urbanistico ed economico di Fasano, infatti si temeva che la ferrovia potesse tagliare in due il paese. In questo periodo si cominciò a parlare della ferrovia Fasano-Locorotondo come nodo di comunicazione con Martina Franca e Taranto. Il progetto dell'ingegner Cottrau fu presentato alla Società ferroviaria Salentina, che gestiva i collegamenti ferroviari da Bari a Taranto, preferì investire sul completamento del tracciato della Ferrovia Bari-Martina Franca-Taranto scartando la proposta.
Durante il ventennio fascista, Fasano conobbe un notevole sviluppo urbanistico e infrastrutturale: furono costruiti molti importanti edifici come la scuola elementare I Circolo "Collodi" e la villa comunale e fu ristrutturata e trasformata la sede del Municipio. Nel 1921 cominciò a funzionare la prima fontanina dell'Acquedotto Pugliese, situata di fronte alla Chiesa San Francesco da Paola, e successivamente arrivò in tutte le altre frazioni. Nel 1927 fu istituita la provincia di Brindisi, ricavata dalla parte meridionale dell'allora provincia di Bari, della quale faceva parte Fasano, e dalla parte settentrionale della Provincia di Lecce. Sempre durante il periodo del Fascismo fu tolta la croce dei Cavalieri di Malta dallo stemma comunale, per essere poi ripristinato con l'avvento della Repubblica. Dal 1953 il comune si fregia del titolo di "città".
Nel Dopoguerra ripartì l'economia della città, colpita dalla crisi generale della guerra, grazie alle iniziative dei personaggi di spicco della società cittadina: nel 1946 partì la prima edizione della Cronoscalata Fasano-Selva e nel 1950 si svolse la prima Mostra dell'artigianato fasanese promossa da Aquilino Gianniccari. Eventi che diedero a Fasano notevole risalto mediatico e che avviarono il territorio al turismo.
Durante gli anni sessanta e settanta Fasano conobbe un altro importante sviluppo urbanistico, ribadendo la vocazione di città turistica di grande tradizione agricola ed artigiana.
A Fasano l'11 novembre 1981 morì la quattordicenne Palmina Martinelli; disse in punto di morte agli inquirenti di essere stata bruciata viva da due familiari (Giovanni Costantini ed Enrico Bernardi: i due erano cugini fra loro e Bernardi era il marito di Franca, sorella di Palmina) che però vennero solo condannati per reati legati alla prostituzione (infatti Franca Martinelli ed altre donne erano state obbligate dai due a prostituirsi). Nel 2017 il caso è stato riaperto dalla Procura di Bari.
Il 16 marzo 1993 venne ritrovato nei boschi della Selva di Fasano, dopo tre giorni di ricerche, il corpo senza vita del diciassettenne Valerio Gentile. Quattro minorenni vennero arrestati, ma il processo arrivato in Cassazione non ha risolto il delitto. Due anni dopo (1995), in onore del giovane liceale, i genitori fondarono l'Associazione Culturale "Centro Studi Valerio Gentile".
Nel 2000 l'Operazione Primavera accese i riflettori sul fenomeno del contrabbando illegale di sigarette provenienti dai Balcani e proprio Fasano era uno dei luoghi di maggiore attività criminale, tanto da farne sede di latitanza di numerosi capi mafia siciliani. In seguito all'escalation di violenza nel territorio (due finanzieri furono uccisi nel marzo 2000), l'allora Ministro dell'Interno Enzo Bianco diede il via all'operazione inviando quasi 2.000 uomini in Puglia. Le centinaia di arresti in tutta la regione indebolirono così tanto il fenomeno da arrestarlo quasi del tutto. Nel 2008, a seguito dell'impegno nella lotta alla malavita, gli venne conferita la cittadinanza onoraria dal Comune di Fasano.
Oggi il territorio di Fasano è diventato uno dei punti di riferimento del turismo in Puglia, in particolare del turismo di lusso: a partire dal 2000 il consiglio comunale approvò numerosi progetti di riqualificazione e costruzione di strutture ricettive.
Il 10 novembre 2023 il Governo italiano ha annunciato la decisione di aver designato Fasano quale sede del G7 del 2024, tenutosi in un resort nella frazione di Savelletri dal 13 al 15 giugno..